# 箱根風雲録
『箱根風雲録』（はこねふううんろく）は、1952年（昭和27年）3月14日公開の日本映画である。新星映画社・前進座製作、北星映画配給。監督は山本薩夫。モノクロ、スタンダード、137分。

## 概要
戦前から映画会社と提携して映画を製作してきた前進座の戦後第2作目。原作はタカクラ・テルの小説『ハコネ用水』（理論社、1951年）で、幕府に幾度も妨害を受けながらも箱根用水を建設した農民と民衆の物語である。
水の奔流シーンの特撮は円谷英二が担当したが、予算がないため、撮影所の庭に設けた掘割にたらいで水を流して撮影したものの、土が水を吸ってしまい、意図した画にはならなかったという。
2021年4月9日には、「独立プロ名画特選」の1作としてHD化され、デジタル配信が開始された。

## あらすじ
徳川家綱の時代の寛文年間、駿河国深良村一帯の村々は水不足に苦しんでいた。江戸の商人・友野与右衛門は大庭源之丞の提案を受け、湖尻峠にトンネルを掘り、芦ノ湖の水を引き込む箱根用水の掘削工事に着工する。商人と農民が協力する大工事は家綱の威光を失わせ、幕府はさまざまな妨害を加える。与右衛門は幾度もの捕縛などに耐え、ついには箱根用水を完成させるが、幕府の凶刃に倒れてしまう。

## スタッフ
- 監督：山本薩夫
- 製作：松本酉三、宮川雅青
- 脚本：楠田清、平田兼三、山本薩夫
- 撮影：前田実、仲沢半次郎
- 照明：平田光治
- 美術：本木勇、江坂実
- 録音：長岡憲治、安惠重遠
- 音楽：大木正夫
- 編集：河野秋和
- 特殊撮影：圓谷英二
- 協力監督：小坂哲人、楠田清

## キャスト
- 友野与右衛門：河原崎長十郎
- 蒲生玄藩：中村翫右衛門
- 快長僧正：河原崎國太郎
- 大庭源之丞：瀬川菊之丞
- 捨吉：坂東春之助
- 河原崎しづ江
- 坂東調右衛門
- 橘小三郎
- 中村進五郎
- 市川菊之助
- 中村公三郎
- 市川岩五郎
- 松本染升
- 与右衛門の妻リツ：山田五十鈴（特別出演）
- トラ：飯田蝶子（特別出演）
- マツ：岸旗江（特別出演）
- 玄藩の妾サヨ：轟夕起子（特別出演）
- 三島雅夫
- 老中保科正之：清水将夫（民芸）
- 岡田豊前守：石黒達也（第一協団）
- 妻木彦右衛門：清水元（第一協団）
- 弘文院学士林大学頭：嵯峨善兵
- 加藤嘉
- 大老酒井雅楽頭：薄田研二（中央芸術劇場）
- 林孝一（中央芸術劇場）
- 野々村潔（中央芸術劇場）
- おまんの方：内田礼子（中央芸術劇場）
- 沼崎勲（東京演技者集団）
- 島田敬一（東京演技者集団）
- 花沢徳衛（東京演技者集団）
- 島田屯（東京演技者集団）
- 市川笑太郎
- 谷晃

## 受賞歴
- 第7回毎日映画コンクール 女優主演賞（山田五十鈴）
- 第3回ブルーリボン賞 主演女優賞（山田五十鈴）[5]